# Pískoviště

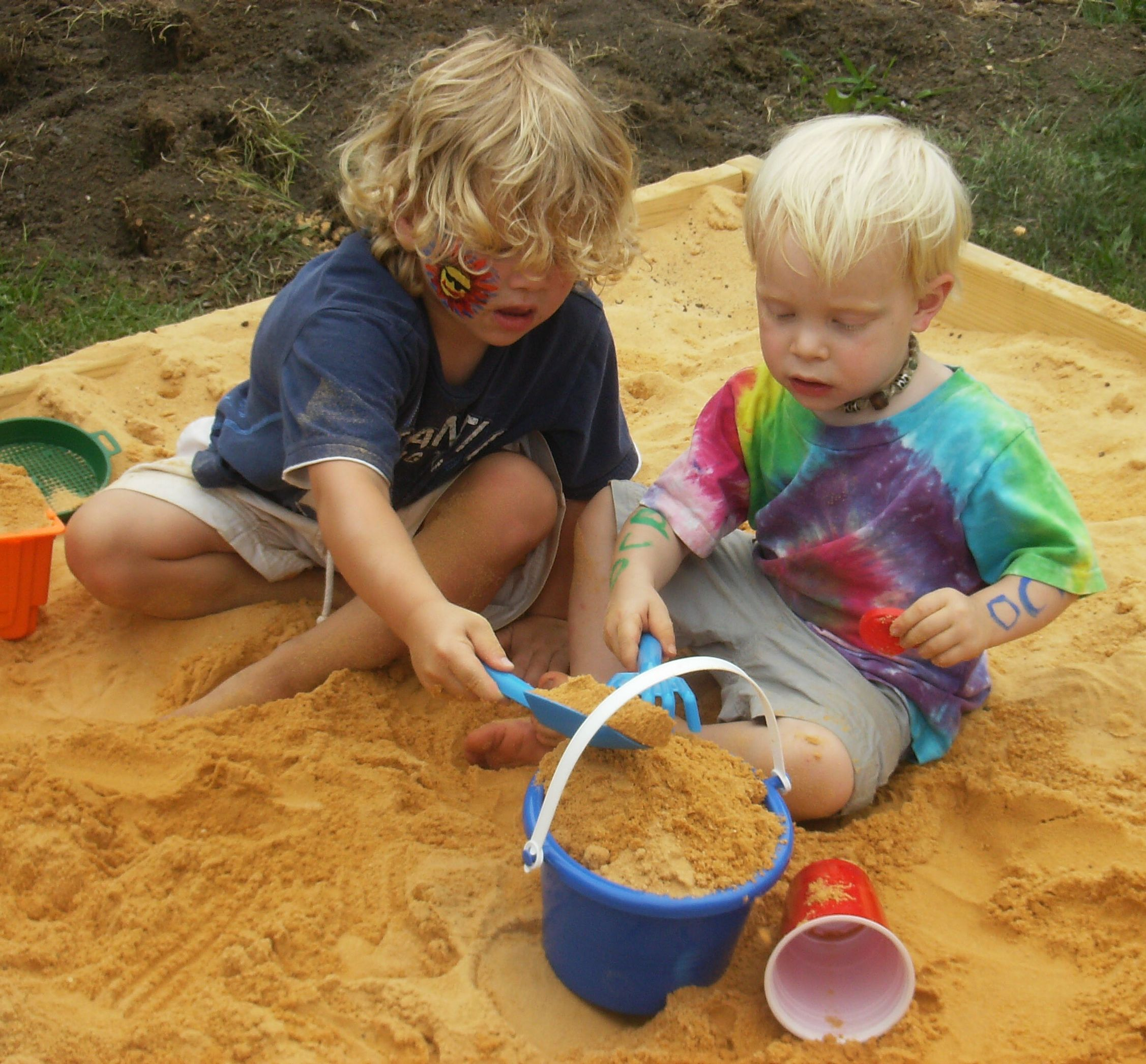
Děti hrající si na pískovišti

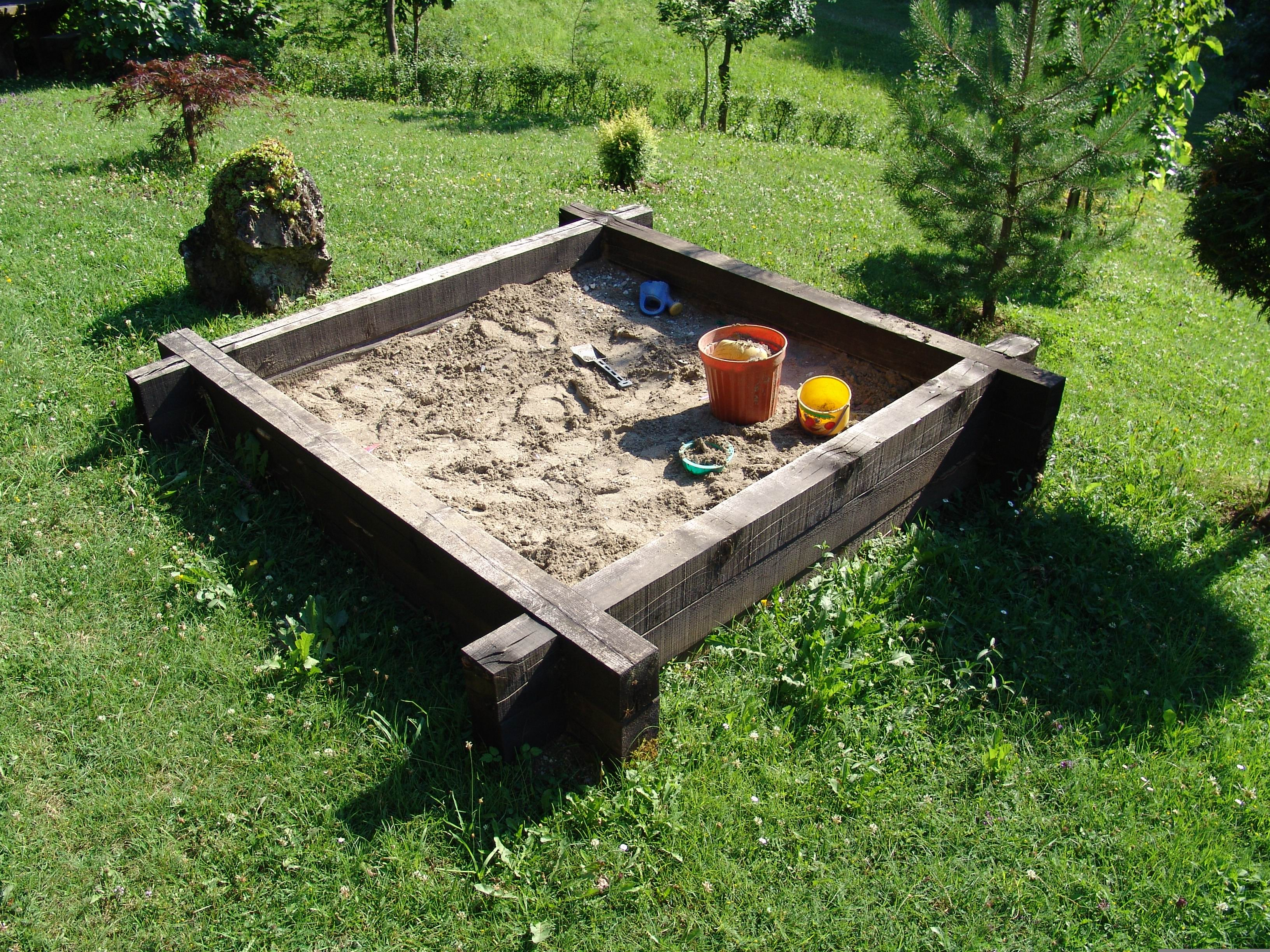
Pískoviště v zahradě

Pískoviště je mělký, ohraničený prostor, vyplněný pískem, určený pro dětskou hru. Pískoviště jsou základní součástí dětských hřišť. Konstrukce pískoviště je velmi jednoduchá a levná, vyskytují se proto i na dvorcích v obytných lokalitách nebo sídlištích. Pískoviště probouzejí v dětech představivost k budování malých měst nebo hradů z písku a malých báboviček, užíváním různých typů hraček – lopatek, kyblíků, malých náklaďáků apod. – k pohybu písku po ploše, k hloubení děr a k zakopávání věcí. Písek poskytuje prostředek k uplatnění dětských pokusů k fingování průzkumu, konstruování a boření světa v celé třídimenzionální šíři.
Je nutné dbát na čistotu písku a vyměňovat ho. Zvláštní problém představují výkaly a moč domácích zvířat, především psů. Z tohoto důvodu bývají veřejná pískoviště oplocená. Po vstupu ČR do EU vedlo přijetí jejích norem na vybavení a čistotu pískovišť k tomu, že místo úprav, které by si vyžádaly velké náklady, byla pískoviště masově rušena. To bylo předmětem politických sporů.[zdroj?]